# Emma Pullola
Emma Eveliina Pullola (* 18. Dezember 1996 in Rauma) ist eine finnische Leichtathletin, die im Weit- und Dreisprung an den Start geht.

## Sportliche Laufbahn
Erste internationale Erfahrungen sammelte Emma Pullola im Jahr 2015, als sie bei den Junioreneuropameisterschaften in Eskilstuna mit 12,25 m den elften Platz im Dreisprung belegte. 2019 nahm sie an der Sommer-Universiade in Neapel teil und schied dort mit 13,16 m in der Qualifikationsrunde aus. 
2019 wurde Pullola finnische Hallenmeisterin im Dreisprung und 2022 im Weitsprung.

## Persönliche Bestleistungen
- Weitsprung: 6,26 m (+1,3 m/s), 3. Juli 2021 in Lempäälä
  - Weitsprung (Halle): 6,13 m, 19. Februar 2022 in Kuopio
- Dreisprung: 13,62 m (+1,6 m/s), 21. Juli 2020 in Orimattila
  - Dreisprung (Halle): 13,43 m, 9. Februar 2020 in Helsinki